# Giba (volleyballer)
Gilberto Amauri de Godoy Filho (Londrina, Brazilië, 23 december 1976), vaak kortweg Giba genoemd, is een Braziliaanse volleybalspeler. Als volleyballer speelde als passer-loper met het iconische nummer 7. Giba wordt in de volleybalwereld vaak gezien als de beste volleybalspeler aller tijden en was onder andere aanvoerder en leider van het legendarische Braziliaanse volleybalteam van begin deze eeuw.
Het Braziliaanse 'dreamteam' wist drie opeenvolgende wereldkampioenschappen te winnen (2002, 2006, 2010) en achtereenvolgend goud en tweemaal zilver op de Olympische Spelen te winnen (2004, 2008, 2012). Daarnaast werden er nog 8 World Leagues, 8 Zuid-Amerikaanse kampioenschappen, 3 America Cups en 3 World Grand Champions Cups toegevoegd aan de erelijst.
In 2014 hing Giba de schoenen aan de wilgen op 37-jarige leeftijd

## Club Carrière
Giba speelde in zijn carrière in Brazilië, Italië, Rusland, Argentinië en kort in de Verenigde Arabische Emiraten. Zijn professionele carrière begon bij Chapecó São Caetano (later Olympikus São Caetano) in 1996 nadat hij in 1995 al als 18-jarige zijn debuut had gemaakt in het geel van Brazilië. Zijn eerste grote clubsucces kwam bij Minas door in de seizoenen 1999/00 en 2000/01 tweemaal kampioen van Brazilië te worden. Vervolgens vertrok hij naar Ferrara in Italië en behaalde later in Italië successen bij Bre Banca Lannutti Cuneo (Piemonte Volley).